# Habib Abdulmanapovics Nurmagomedov
Habib Nurmagomedov (kaukázusi avar nyelvenː ГӀабдулманапил ХӀабиб НурмухӀамадов, oroszul: Хабиб Абдулманапович Нурмагомедов, született: 1988. szeptember 20. –) kaukázusi avar származású MMA harcművész, a UFC korábbi könnyűsúlyú bajnoka. Nurmagomedov ezenfelül kétszeres szambó világbajnok, továbbá fekete öves dzsúdós. Ő tartja a leghosszabb veretlenségi sorozatot az MMA történetében 29 győzelemmel, emellett ő az első oroszországi és az első muszlim, aki UFC-övet szerzett. 
Nurmagomedovot széles körben minden idők egyik legnagyobb ketrecharcosának tartják, és 2022. június 30-án beiktatták a UFC Hírességek Csarnokába.
Nurmagomedov az UFC férfi ranglistáján az első helyen állt a súlycsoportoktól független rangsorban (pound-for-pound), egészen addig, míg 2021 márciusában le nem mondott címéről. A Fight Matrix minden idők legjobb könnyűsúlyú harcosának rangsorolja. A Forbes 2019-ben Nurmagomedovot Oroszország legsikeresebb sportolójának választotta; ugyanebben az évben az ország 40 legsikeresebb 40 év alatti szórakoztatóipari és sport személyiségei között is az első helyre került.
Nurmagomedov vegyes harcművészeti edzőként és promóterként is ismert, ő alapította az Eagles MMA-t és az Eagle Fighting Championship (EFC) szervezetet is promotálta. Visszavonulása után teljes állású edzőként és sarokemberként folytatta pályafutását, mielőtt 2023 januárjában végleg visszavonult a sportágtól.
Pályafutása során számos ellentmondásos ügy részese volt, többek között hosszú távú kapcsolata Csecsenföld vezetőjével, Ramzan Kadirovval, megkérdőjelezhető kapcsolatai oligarchákkal, valamint a kulturális cenzúra fokozása és a nőellenesség melletti nyílt kiállása is vitákat váltott ki.

## Életének korai szakasza
Habib Nurmagomedov 1988. szeptember 20-án született egy dagesztáni avar faluban, Szildiben. Gyerekkorát Mahacskalában töltötte, későbbi éveit pedig Ukrajnában, Kijevben, ahol először lépett szorítóba a Combat - DOBRO klub színeiben. Középső gyerekként érkezett a családba, van egy bátyja, Magomed, és egy húga, Amina. Apjának családja Szildiből Kirovaulba költözött, ahol apja a kétszintes házuk alsó szintjét edzőteremmé alakította. Nurmagomedov testvérei és unokatestvérei között nőtt fel. Érdeklődése a harcművészetek iránt akkor kezdődött, mikor látta az edzőtermükben edző tanulókat.
Sok dagesztáni gyermekkel egyetemben már fiatalon birkózni kezdett: apja gyámsága alatt hatéves korától. Apja, aki kitüntetett atléta és a hadsereg veteránja volt, szintén birkózott, mígnem a hadseregben dzsúdót és szambót kezdett tanulni. 2001-ben a család Mahacskalába költözött, ahol Khabib folytatta a birkózást 12 éves koráig, majd 15 évesen judózni kezdett. A szambóba 17 évesen fogott bele apja oktatása alatt. Nurmagomedov szerint a váltás a birkózásról a judóra nehéz volt, de apja szerette volna ha versenyezni kezd a gi jacketben. Abdulmanap a Dagesztáni Köztársaság szambó vezető edzője volt, több sportolót is tanít birkózásra és szambóra Mahacskalában. Nurmagomedov gyakran került utcai harcokba fiatal korában, mígnem elkezdett fókuszálni a kevert harcművészetekre.

## Kevert harcművészetek karrier

### Korai karrier
Nurmagomedov 2008 szeptemberében debütált az első professzionális MMA meccsén, majd ezt követte még 3 győzelem mindössze egy hónap alatt. Október 11-én ő lett a moszkvai megrendezésű Atrium Kupa bajnoka, ahol mindhárom ellenfelét legyőzte. Az ezutáni 3 évben veretlenül menetelt, legyőzve 11 ellenfelét 12-ből. Ezek közé tartozott a későbbi Bellator bajnoki kihívó Shahbulat Shamhalaev. 2011-ben megmérkőzött a ProFC-be jutásért. Még abban az évben 7 meccset játszott, amiket vagy TKO-val vagy fojtással nyert meg. A tökéletes 16-0-s rekordja elég volt, hogy meghívják a UFC-be.

### Ultimate Fighting Championship (UFC)

#### Korai mérkőzései
2011 végén Nurmagomedov egy 6 éves könnyűsúlyú kategóriába szóló szerződést írt alá a UFC-vel.
A debütáló meccsén 2012. január 20-án a UFC FX1-en, Nurmagomedov fojtással győzte le Kamal Shalorus-t a harmadik menetben.
A következő meccsén a UFC 148-on Gleison Tibau ellen győzött 2012. július 7-én a döntőbírák egyhangú pontozásával.
Azután 2013. január 19-én játszott, ahol a UFC FX 7-en ütötte ki Thiago Tavares az első menetben, megszerezve ezzel első KO-ját a UFC-ben.
Khabib következő meccsén legyőzte Abel Trujillót, 2013. május 25-én a UFC 160-on. A meccs előtti mérésnél azonban túllépte a limitet, súlya 158.5 font volt. Két órát kapott, hogy levigye testsúlyát a meghatározott 156 fontra, de ehelyett inkább átengedte a meccsért kapott fizetése egy részét Trujillónak és így a meccs szabad-súlyban zajlott le. Ezen a meccsen Nurmagomedov új UFC rekordot állított fel: 21 földrevitelt sikerült véghezvinnie 27 próbálkozásból.
Az ötödik UFC meccsén 2013. szeptember 21-én a UFC 165-ön Pat Healyvel nézett szembe. Egyhangú pontozással nyert. Ezután tartotta meg az első sajtótájékoztatóját, ahol Dana White – a UFC elnöke – dicsérte és így nyilatkozott róla: "Ez a felkapás és ledobás Matt Hughes stílusa. Emlékszem a régi Matt Hughesre, aki egyik meccsén keresztülfutott az oktogonon egy sráccal majd fogta és földhöz vágta. Ez a gyerek (Nurmagomedov) izgalmas. Valószínűleg hatalmas dolgokat fogunk még véghezvinni ezzel a sráccal."
Decemberben Khabib kihívta Gilbert Melendezt a közösségi hálón. Ekkor még úgy volt, hogy a harcra 2014. február 22-én a UFC 170-en fog sor kerülni, ám később a nyilvánosságra nem hozott okok miatt Melendezt lecserélték Nate Diazra. A harcra azonban nem került sor, mivel a meccs törlésre került. Nurmagomedov hangot adott elkeseredésének az "MMA Hour"-ben, mint mondta: "Ha azt mondják, hogy a legjobb ellen akarnak harcolni, akkor a legjobb ellen kell harcolniuk. Ha akarják, egy nap akár mindkettőjükkel megküzdök a ketrecben."
Nurmagomedov következő meccsén Rafael dos Anjos ellen lépett az oktogonba 2014. április 19-én a UFC Fox 11-en, amit egyhangú pontozással nyert meg.
Habibot többször összekötötték Donald Cerrone-nal, és úgy látszott, hogy a páros 2014. szeptember 27-én nézhet farkasszemet, de az eseményt hamar elvetették, mivel Khabib térdsérülést szenvedett. A második próbálkozás április 30-ra esett, de megint nem sikerült összehozni a dagestani kiújuló térdsérülése miatt.
Úgy tűnt Nurmagomedov következő ellenfele Tony Ferguson lesz 2015. december 11-én, az The Ultimate Fighter 22 Finale-ön. Azonban Nurmagomedovot októberben Edson Barbozára cserélték, egy újabb sérülés miatt. A harcra aztán 2016. április 16-án kerülhetett volna sor, ekkor viszont Tony nem tudott ketrecbe lépni tüdő problémák miatt, így az újonc Darrell Horcher lépett a helyébe. Nurmagomedov megnyerte az egyoldalúra sikeredett mérkőzést egy második menetes TKO-val.
Szeptemberben Khabib két szerződést írt alá, ami magába foglalta, hogy a könnyűsúlyú címért játszhat az akkori bajnok, Eddie Alvarez ellen. Azonban szeptember 26-án a UFC bejelentette, hogy Alvarez inkább Connor McGregor ellen szeretné megvédeni a címét. Nurmagomedov hangot is adott dühének, mikor a közösségi médián Alvarezt "barom bajnoknak" nevezte, amiért visszautasította, hogy McGregorral küzdhessen meg, "vicc műsort" csinálva így a UFC-ből.
A bajnoki meccs helyett november 12-én Michael Johnson ellen lépett a ketrecbe, akit egy harmadik menetes fojtással győzött le.
A Tony Ferguson elleni meccse a könnyűsúlyú átmeneti bajnoki címért 2017. március 4-ére volt kiírva, azonban a meccs ismét törlésre került, mivel Nurmagomedov megbetegedett egy elrontott súlycsökkentés miatt.
Khabib így Edson Barbozával mérkőzött meg 2017. december 30-án a UFC 219-en, Nurmagomedov mindhárom menetben dominált, többször földre víve Barbozát. Egyhangú pontozással nyert. Emellett megkapta az "Performance of the night" bónuszt is.

#### UFC könnyűsúlyú bajnok
Tony Ferguson elleni harca a negyedik alkalommal került napirendre, a tervezett dátum pedig 2018. április 7-e, a UFC 223 volt. Azonban április 1-jén Ferguson bejelentette, hogy térdsérülést szenvedett, így Max Hooloway lépett a helyére. Viszont az extrém-súlycsökkentés miatt a New York Állam-beli Atlétikai Bizottság (NYSAC) megtiltotta számára az oktogonba lépést, így a végső ellenfél Al Iaquainta lett. Csak Nurmagomedovnak volt lehetősége a bajnoki cím megszerzésére, mivel Iaquainta is két tizeddel a megengedett súlylimit fölött volt. Nurmagomedov az elejétől a végéig dominálta a harcot, amit végül egyhangú pontozással megnyert, és így a UFC Könnyűsúlyú bajnokává  vált.
2018. október 6-án egy évek óta tartó szóbeli, és esetenkénti testi adok-kapok végére kerülhetett pont, mikor Conor McGregor, a korábbi könnyűsúlyú bajnok ellen lépett ketrecbe. A meccs hihetetlen nézettségi rekordokat döntött, hiszen amellett, hogy ez volt a súlycsoport legjobban várt mérkőzése évek óta, ez a meccs volt az ír harcos visszatérő mérkőzése 3 év kihagyás után. Habib a 4. menetben feladással, hátsó fojtással kopogtatta ellenfelét, és többek között az első harcossá vált, aki leütést könyvelhetett el McGregor ellen. A meccs után az elszabadult indulatok hatalmas káoszba és tömegverekedésbe torkollottak, aminek következtében a harcosokat ki kellett menekíteni az arénából.
Nem volt kérdéses kinek kell Habib ellen oktogonba szállnia a McGregor elleni győzelmét követően. A Tony Fergusonnal négyszer is kútba esett szervezés újabb próbálkozásért kiáltott, senki nem érdemelte meg jobban a címmeccset, mint az akkor már 12 győzelmi sorozattal rendelkező mexikói-amerikai freestyle harcos. Azonban a koronavírus járvány okozta korlátozások Habib Oroszországból való távozásának tilalmát hozták magával, így a meccs lehetősége 5. alkalommal is befulladt. Ennek következtében Ferguson a súlycsoport másik nagyágyújával, a fiatal Justin Gaethje-vel küzdött meg az átmeneti-bajnoki övért, amiből Justin jött ki végső győztesül. Ezzel végleg lezárult egy szakasz a súlycsoport történetében, mivel okafogyottá vált 6. alkalommal is szervezést indítani Ferguson és Habib között.
Így hát 2020. október 24-én Nurmagomedov Justin Gaethje ellen mérkőzhetett meg az undisputed (~vitathatatlan) bajnoki címért. Többen úgy vélték, ez lehet Habib legkeményebb meccse, mivel az amerikai játszi könnyedséggel gázolt végig az addig rettegett Fergusonon, de korábbi meccsein tapasztalt kegyetlen harcstílusa is erre engedhetett következtetni. Habib azonban egy karcolás nélkül, a második menetben fojtotta alvó állapotba, a már az első menet után levegőért kapkodó Gaethjet. A meccs végén Habib megköszönte csapatának, a UFC-nek és Dana Whitenak  (a UFC elnökének) a rengeteg támogatást amit kapott, de apjának tragikus halálára, illetve édesanyja kérésére hivatkozva bejelentette visszavonulását.

## Élete az aktív korszak után
Visszavonulását követően vállalkozói karrierbe kezdett, aminek eredményeként először fölvárásolt egy kisebb orosz MMA szervezetet, majd átkeresztelte "Eagle MMA"-re (saját becenevéből következett a választás). Célja, hogy a szervezet népszerűsítése és a UFC-vel való szoros kapcsolat ápolásán keresztül kitörési lehetőséget biztosítson a fiatal, tehetséges orosz sportolók számára.
Az MMA mellett a vállalkozói lét más területeit is megcélozta,  többek között megalapította saját telefon-szolgáltató cégét, az Eagle Mobilet.
Vállalkozói karrierje mellett edzősködésbe kezdett korábbi edzőtermében, 2021-es mérlege (a UFC 267 gálát követően): 7 győzelem és 0 vereség.

## Eredményei
- Ultimate Fighting Championship
  - UFC Könnyűsúlyú bajnok (egyszer, jelenleg)
  - Legtöbb földrevitel egy meccs alatt (21 db 27 próbálkozásból) vs. Abel Trujillo
  - "Performance of the night" vs. Edson Barboza
- Atrium Kupa
  - Atrium Pankrációs Kupa 2008 bajnokság győztese
- M-1 Global
  - M-1 Challenge: 2009 Selections
- Sherdog.com
  - 2013 Az év áttörő harcművésze
  - 2016 Az év leütése (vs. Michael Johnson).
  - 2016 Az év visszatérő harcművésze
- Fightbooth.com
  - 2013 Staredown of the Year (vs. Abel Trujillo).
- MMAdna.nl
  - 2017 Performance of the Year
- World MMA Awards
  - 2016 Az év nemzetközi harcművésze

### Sambo
- World Combat Sambo Federation
  - 2009 Sambo világbajnokság (-74 kg) aranyérem
  - 2010 Sambo világbajnokság (-82 kg) ezüstérem
  - 2010 Sambo világbajnokság (-82 kg) aranyérem
- Combat Sambo Federation of Russia
  - 2009 Orosz szambó világbajnokság (-74 kg) aranyérem
- All-Russian Sambo Federation
  - 21. Orosz nemzeti szambó bajnokság (2010)

### Birkózás
- NAGA Világbajnokság
  - 2012 Férfiak No-Gi Haladó Váltósúlyú bajnok
  - 2012 ADCC Rules No-Gi Haladó Váltósúlyú bajnok

### ARB (Army Hand-to-Hand Combat)
- Russian Union of Martial Arts
  - Army Hand-to-Hand Combat európai bajnoka

### Pankráció
- International Pankration federation
  - Europai Pankráció Bajnok

## Kevert harcművészetek rekord
| Eredm.   | Rekord | Ellenfél               | Fajtája                    | Esemény                                         | Dátum                | Menet | Idő   | Hely                                      |
| -------- | ------ | ---------------------- | -------------------------- | ----------------------------------------------- | -------------------- | ----- | ----- | ----------------------------------------- |
| Győzelem | 29-0   | Justin Gaethje         | Feladás (Triangle Choke)   | UFC 254                                         | 2020. október 24     | 2     | 22:00 | UFC Fight Island, Egyesült Arab Emírségek |
| Győzelem | 28-0   | Dustin Poirier         | Feladás (hátsó fojtás)     | UFC 242                                         | 2019. szeptember 7   | 3     | 2:06  | Abu Dhabi, Egyesült Arab Emirátusok       |
| Győzelem | 27-0   | Conor McGregor         | Feladás (Hátsó fojtás)     | UFC 229                                         | 2018. október 6.     | 4     | 3:03  | Las Vegas, USA                            |
| Győzelem | 26–0   | Al Iaquinta            | Pontozás (egyhangú)        | UFC 223                                         | 2018. ápr. 7.        | 5     | 5:00  | Brooklyn, USA                             |
| Győzelem | 25–0   | Edson Barboza          | Pontozás (egyhangú)        | UFC 219                                         | 2017. december 30.   | 3     | 5:00  | Las Vegas, USA                            |
| Győzelem | 24–0   | Michael Johnson        | Feladás (Izületfeszítés)   | UFC 205                                         | 2016. november 12.   | 3     | 2:31  | New York, USA                             |
| Győzelem | 23–0   | Darrell Horcher        | TKO (ütések)               | UFC on Fox: Teixeira vs. Evans                  | 2016. április 16.    | 2     | 3:38  | Tampa, USA                                |
| Győzelem | 22–0   | Rafael dos Anjos       | Pontozás (egyhangú)        | UFC on Fox: Werdum vs. Browne                   | 2014. április 19.    | 3     | 5:00  | Orlando, USA                              |
| Győzelem | 21–0   | Pat Healy              | Pontozás (egyhangú)        | UFC 165                                         | 2013. szeptember 21. | 3     | 5:00  | Toronto, Kanada                           |
| Győzelem | 20–0   | Abel Trujillo          | Pontozás (egyhangú)        | UFC 160                                         | 2013. május 25.      | 3     | 5:00  | Las Vegas, USA                            |
| Győzelem | 19–0   | Thiago Tavares         | KO (ütések és könyöklések) | UFC on FX: Belfort vs. Bisping                  | 2013. január 19.     | 1     | 1:55  | São Paulo, Brazília                       |
| Győzelem | 18–0   | Gleison Tibau          | Pontozás (egyhangú)        | UFC 148                                         | 2012. július 7.      | 3     | 5:00  | Las Vegas, USA                            |
| Győzelem | 17–0   | Kamal Shalorus         | Feladás (Hátsó fojtás)     | UFC on FX: Guillard vs. Miller                  | 2012. január 20.     | 3     | 2:08  | Nashville, USA                            |
| Győzelem | 16–0   | Arymarcel Santos       | TKO (ütések)               | ProFC 36: Battle on the Caucas                  | 2011.október 22.     | 1     | 3:33  | Haszavjurt, Dagesztán, Oroszország        |
| Győzelem | 15–0   | Vadim Sandulskiy       | Feladás (Háromszög fojtás) | ProFC / GM Fight: Ukraine Cup 3                 | 2011. szeptember 15. | 1     | 3:01  | Odessa, Ukrajna                           |
| Győzelem | 14–0   | Khamiz Mamedov         | Feladás (Háromszög fojtás) | ProFC 30: Battle on Don                         | 2011. augusztus 5.   | 1     | 3:15  | Rosztov-na-Donu, Oroszország              |
| Győzelem | 13–0   | Kadzhik Abadzhyan      | Feladás (Háromszög fojtás) | ProFC: Union Nation Cup Final                   | 2011. július 2.      | 1     | 4:28  | Rosztov-na-Donu, Oroszország              |
| Győzelem | 12–0   | Ashot Shaginyan        | TKO (ütések)               | ProFC: Union Nation Cup 15                      | 2011. május 5.       | 1     | 2:18  | Rosztov-na-Donu, Oroszország              |
| Győzelem | 11–0   | Said Khalilov          | Feladás (Izületfeszítés)   | ProFC: Union Nation Cup 14                      | 2011. április 9.     | 1     | 3:16  | Rosztov-na-Donu, Oroszország              |
| Győzelem | 10–0   | Alexander Agafonov     | TKO                        | M-1 Selection Ukraine 2010: The Finals          | 2011. február 12.    | 2     | 5:00  | Kijev, Ukrajna                            |
| Győzelem | 9–0    | Vitaliy Ostroskiy      | TKO (ütések)               | M-1 Selection Ukraine 2010: Clash of the Titans | 2010. szeptember 18. | 1     | 4:06  | Kijev, Ukrajna                            |
| Győzelem | 8–0    | Ali Bagov              | Pontozás (egyhangú)        | Golden Fist Russia                              | 2010. június 10.     | 2     | 5:00  | Moszkva, Oroszország                      |
| Győzelem | 7–0    | Shahbulat Shamhalaev   | Feladás (Karfeszítés)      | M-1 Challenge: 2009 Selections 9                | 2009. november 3.    | 1     | 4:36  | Szentpétervár, Oroszország                |
| Győzelem | 6–0    | Eldar Eldarov          | TKO (ütések)               | Tsumada Fighting Championship 3                 | 2009. augusztus 8.   | 2     | 2:44  | Agvali, Dagesztán, Oroszország            |
| Győzelem | 5–0    | Said Akhmed            | TKO (ütések)               | Tsumada Fighting Championship 3                 | 2009. augusztus 8.   | 1     | 2:05  | Agvali, Dagesztán, Oroszország            |
| Győzelem | 4–0    | Shamil Abdulkerimov    | Pontozás (egyhangú)        | Pankration Atrium Cup                           | 2008. október 11.    | 2     | 5:00  | Moszkva, Oroszország                      |
| Győzelem | 3–0    | Ramazan Kurbanismailov | Pontozás (egyhangú)        | Pankration Atrium Cup                           | 2008. október 11.    | 2     | 5:00  | Moszkva, Oroszország                      |
| Győzelem | 2–0    | Magomed Magomedov      | Pontozás (egyhangú)        | Pankration Atrium Cup                           | 2008. október 11.    | 2     | 5:00  | Moszkva, Oroszország                      |
| Győzelem | 1–0    | Vusal Bayramov         | Feladás (Háromszög fojtás) | CSFU: Champions League                          | 2008. szeptember 13. | 1     | 2:20  | Poltava, Ukrajna                          |

## Fordítás
- Ez a szócikk részben vagy egészben  a   Khabib Nurmagomedov című angol Wikipédia-szócikk ezen változatának fordításán alapul.  Az eredeti cikk szerkesztőit annak laptörténete sorolja fel. Ez a jelzés csupán a megfogalmazás eredetét és a szerzői jogokat jelzi, nem szolgál a cikkben szereplő információk forrásmegjelöléseként.